# Hybos obtusatus
Hybos obtusatus är en tvåvingeart som beskrevs av Yang och Patrick Grootaert 2005. Hybos obtusatus ingår i släktet Hybos och familjen puckeldansflugor. Inga underarter finns listade i Catalogue of Life.